# Irina Feodorova
Irina Konstantinovna Feodorova (en rus: Ири́на Конста́нтиновна Фёдорова) (Leningrad, URSS, 28 de novembre de 1931 - Sant Petersburg, 7 de desembre de 2010) fou una historiadora soviètica. El seu camp d'especialització era l'etnografia, la cultura, el folklore i la llengua de la gent de la Polinèsia Oriental. Feodorova va ser doctora en ciències històriques i científica destacada del departament d'Austràlia, Oceania i Indonèsia al Museu d'Antropologia i Etnografia (Acadèmia Russa de Ciències) de la Kunstkamera, St. Petersberg, el primer museu rus que va rebre el nom de Pere el Genial. Al 1981, Feodorova va rebre l'honor de ser nomenada N. N. Miklouho-Maclay Laureada del Presidium de l'Acadèmia Russa de Ciències.

## Família i vida personal
Feodorova va néixer a Leningrad al 1931. El seu pare, Konstantin Andreevich Mozhajsky, treballava en una impremta. La seva mare, Lydia Romanovna Steinberg, va ensenyar alemany a les escoles de Leningrad. Feodorova i el seu marit, Mikhail Lvovich Fedorov, van tenir una filla, Olga Fedorova.

## Educació i primera trajectòria
Al 1964, Fedorova va participar al "VII Congrés Internacional d'Arqueologia i Etnografia" a Moscou. Al 1966 va completar el seu màster amb una tesi titulada "Folklore de l'illa de Pasqua com a font històrica".

## Contribucions científiques

### Mites i llegendes de l’illa de Pasqua
Al 1978, Feodorova va publicar la seva primera monografia, "Mites i llegendes de l'illa de Pasqua". És un estudi fonamental de les relíquies del folklore rapanui. Aquesta publicació va valer a Feodorova l'honor de ser nomenada la "Laureada N. N. Miklouho-Macklay" del "Presidium de l'Acadèmia de Ciències de Rússia" l'any 1981. Al 1987, la seva obra es va traduir a l'hongarès i es va tornar a publicar a Budapest. El llibre inclou les traduccions de Feodorova de les llegendes de l'illa de Pasqua registrades als manuscrits de l'investigador noruec Thor Heyerdahl del 1956. Heyerdahl es va apropar a la Kunstkamera per ajudar a la traducció de la llengua rapanui a causa de la reputació de la institució en el desxiframent. Va publicar les traduccions de Feodorova a la seva "Obres de l'expedició arqueològica noruega" (Vol 2, 1965).
Feodorova va continuar estudiant la cultura rapanui i al 1988 va publicar la seva segona monografia sobre el tema. Aquest treball inclou un diccionari bàsic de llengua rapanui (directe i invers). També inclou una traducció de la publicació del text Rapanui de 1974 de l'investigador alemany Thomas Barthel.

### Illa de Pasqua. Esbossos de cultura dels segles XIX i XX
Al 1994, Feodorova es va doctorar amb el llibre L'illa de Pasqua. Esbossos de la cultura dels segles XIX i XX. El llibre examina la història de la població de l'illa de Pasqua; l'etnogènesi dels seus habitants; i teories sobre la civilització antiga original. Feodorova va analitzar la cultura dels indígenes de Rapanui, incloent el seu folklore, la seva llengua, els cants relacionats amb jocs de corda, les característiques d'un tatuatge i les estàtues de pedra. Va examinar el significat de les trenes funeràries i les figures de fusta tallades.

### Tauletes Kohau Rongorongo de Kunstkamera
Al 1995, Feodorova va publicar una tercera monografia. Contenia el seu intent de desxifrar les dues tauletes rongorongo de la Kunstkamera. Aquest treball va valer a Feodorova el Premi del Presidium de l'Acadèmia de Ciències de Rússia. La monografia presenta els textos complets i les traduccions de Feodorova de dues plaques Rapanui de la col·lecció Kunstkamera.